# Gary Victor

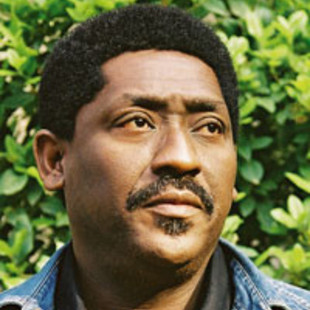
Gary-Victor author full

Gary Victor (Port-au-Prince, 9 luglio 1958) è uno scrittore haitiano.

## Biografia
Nato a Port-au-Prince nel 1958, Gary Victor è il figlio del sociologo René Victor. Dopo aver seguito studi di agronomia ha lavorato come funzionario al Ministero della pianificazione prima di intraprendere la carriera di giornalista. Tra il 1976 e il 1983 Gary Victor ha pubblicato numerosi racconti sul giornale Le Nouveau Monde e in seguito sul quotidiano Le Nouvelliste. È stato in seguito redattore capo del quotidiano Le Matin fino al giugno 2004. Gary Victor ha inoltre lavorato come scenarista per la televisione e per la radio. Dal 1996 al 2000 è stato segretario generale del Senato della Repubblica di Haiti.
Gary Victor ha pubblicato numerosi romanzi, racconti e opere teatrali. In italiano è stato tradotto il romanzo "Il mistero delle campane mute" presso Edizioni Lavoro.

## Premi e distinzioni
- 2003 : Prix de fiction du livre insulaire d'Ouesant.
- 2004 : Prix R.F.O. del libro.
- 2008 : Prix littéraire des Caraïbes, per "Les cloches de la Brésilienne".

## Opere
Romanzi
- Clair de Manbo, 1990
- Un octobre d'Élyaniz, 1996
- La Piste des sortillèges, 1996 ripubblicato nel 2002
- Le Diable dans un thé à la citronnelle, 1998 ripubblicato nel 2005
- À l'angle des rues parallèles, 2000 ripubblicato nel 2003
- Le Cercle des époux fidèles, 2002
- Je sais quand Dieu vient se promener dans mon jardin, 2004
- Dernières nouvelles du colonialisme, 2006
- Les Cloches de la Brésilienne, 2006
- Banal Oubli, 2008
- Le sang et la mer, 2010

Teatro
- Le jour oû l'on vola ma femme, pièce jouée à  Port-au-Prince en 2001.
- Anastaste, Adaptation du roman, "A l'angle des rues parallèles", jouée par le Petit Conservatoire dans une mise en scène de Daniel Marcelin en 2001 à  Port-au-Prince
- Nuit publique, 2003 Jouée par le Petit Conservatoire dans une mise en scène de Daniel Marcelin à  Port-au-Prince, janvier et février 2003.
- "Défilé", mis en scène par Ralf Civil, KTK, Haïti 2005.
- "La Reine des Masques", monologue, joué et mis en scène par Natacha Jeune Saintil: Haiti, France, Guinée, Burkina, 2006-2007
- "Le Douzième étage", monologue joué et mis en scène par Albert Moléon au Festival Quatre Chemins, Haïti, 2007.

Saggi
- Pour une littérature-monde, 2007

Racconti
- Treize nouvelles Vaudou, 2007
- "Symphonie pour demain", Port-au-Prince: Fardin, 1981
- "Albert Buron", ou, "Profil d'une "élite." Tome 1", Port-au-Prince: Imprimeur II, 1988; Port-au-Prince: Deschamps, 1989
- "Sonson Pipirit", ou "profil d'un homme du peuple". Port-au-Prince: Deschamps, 1989
- "Nouvelles interdites". Tomes 1 et 2. Port-au-Prince: Deschamps, 1989
- "Le Sorcier qui n'aimait pas la neige". Montréal: CIDIHCA, 1995
- "Albert Buron", ou, "Profil d'une "élite." Tome 2", Port-au-Prince: Imprimeur II, 1999
- "La chorale de sang". Port-au-Prince: Mémoire, 2001
- "Chroniques d'un leader haïtien comme il faut" (les meilleures d'Albert Buron), Montréal: Mémoire d'encrier, 2006
- "Treize nouvelles vaudou", Montreal: Mémoire d'encrier, 2007